# Леопольдсдорф-им-Мархфельде
Леопольдсдорф-им-Мархфельде (нем. Leopoldsdorf im Marchfelde) — ярмарочная коммуна (нем. Marktgemeinde) в Австрии, в федеральной земле Нижняя Австрия.
Входит в состав округа Гензерндорф. Население составляет 2416 человек (на 31 декабря 2005 года). Занимает площадь 28,95 км². Официальный код — 3 08 31.

## Политическая ситуация
Бургомистр коммуны — Петер Нагель (СДПА) по результатам выборов 2005 года.
Совет представителей коммуны (нем. Gemeinderat) состоит из 21 места.
- СДПА занимает 16 мест.
- АНП занимает 5 мест.